# Villa Nannini
Villa Nannini è un edificio situato in via Farnesi, 141 a Lucca.

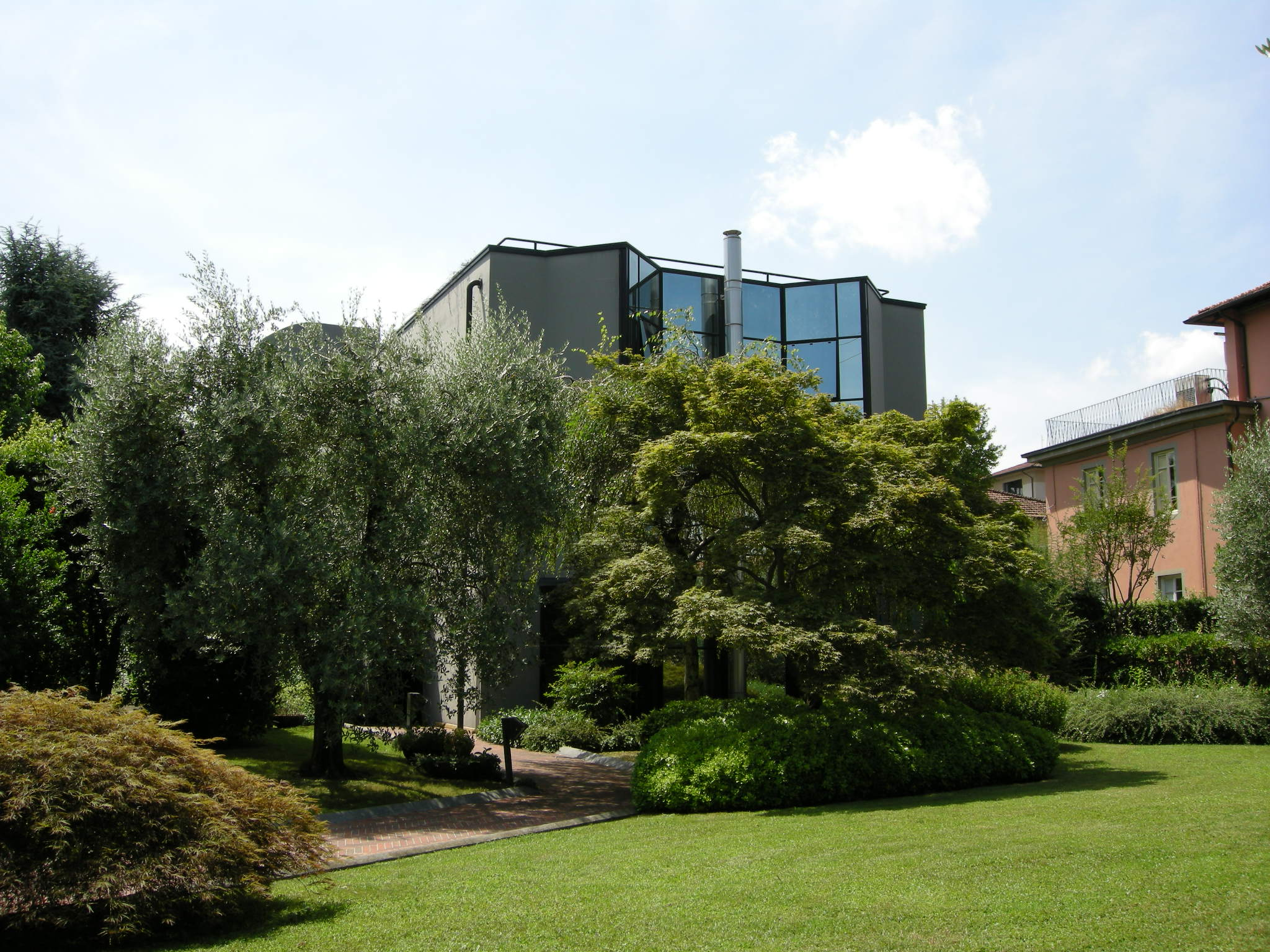
Villa Nannini

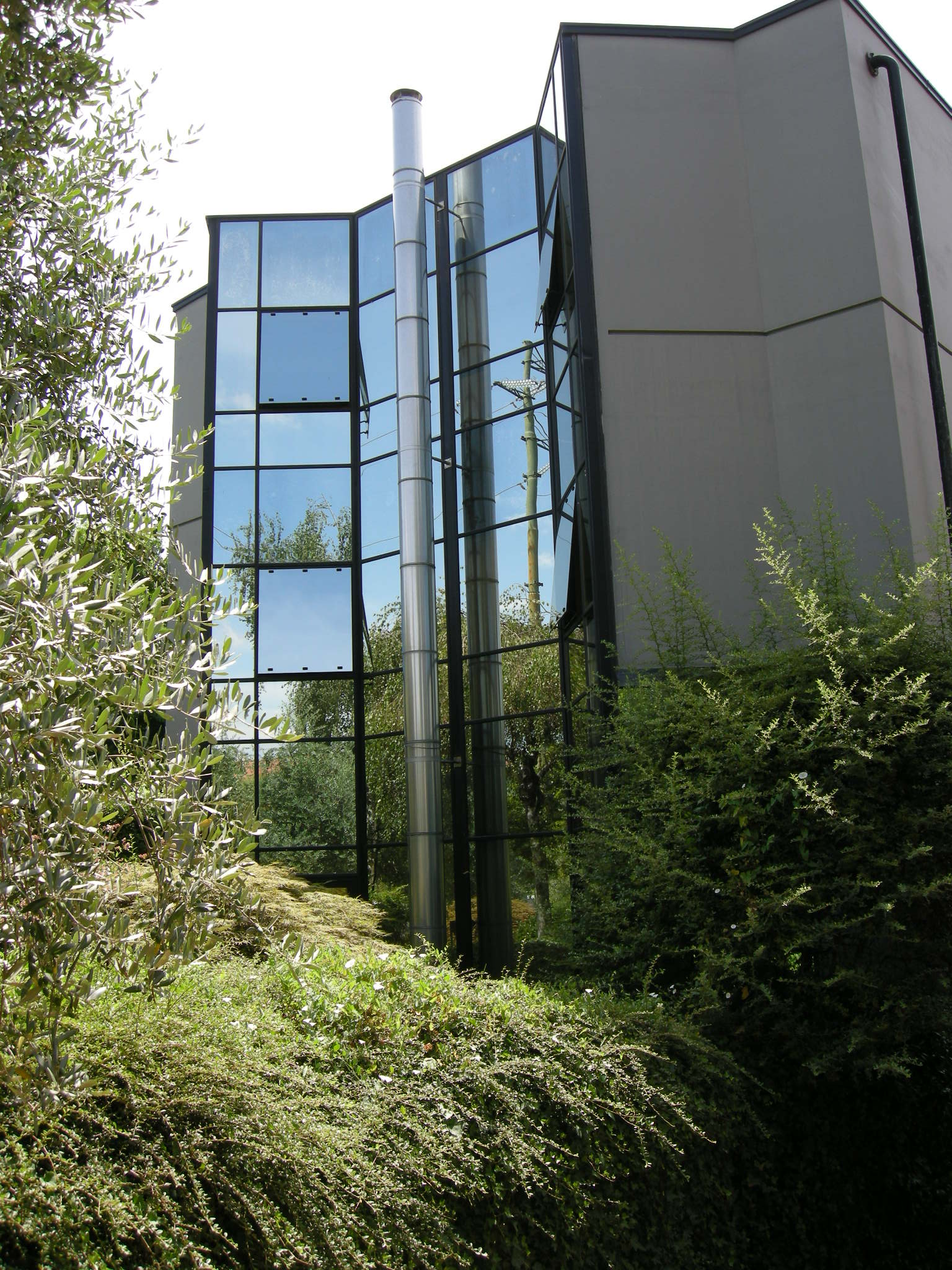
Villa Nannini

## Architettura
La villa è ubicata subito al di là del viale che fiancheggia le Mura urbane, a nord della città nel quartiere di San Marco.

### Esterno
Costituito da un parallelepipedo grigio di forma allungata, su tre piani, più uno interrato, disposto longitudinalmente al lotto, l'edificio sembra avere un aspetto industriale, accentuato anche dalla mancanza quasi assoluta di aperture nei due lati lunghi, eccetto che per alcune piccole aperture quadrate e a nastro nel lato est, e per una finestratura terra-tetto nella parte centrale del lato ovest. I due lati corti, a nord e a sud, presentano invece superfici quasi totalmente vetrate, tranne un grande cilindro, nel lato sud, che ingloba una scala a chiocciola.
Essendo le parti finestrate poste ai lati corti dell'edificio, si verrebbe a creare una zona buia nella parte centrale della casa, cosa che invece è evitata dalla presenza di un pozzo di luce che parte dal soffitto e arriva al sottosuolo. Ed è su questo spazio che sono incentrati tutti gli ambienti. A piano terra esso divide la zona cucina-pranzo dalla zona soggiorno, mentre ai due piani superiori vi si affacciano i ballatoi che danno accesso alle camere. A livello della copertura, piana, lo spazio termina con una chiusura a vetri di sezione triangolare. è da notare che, in pianta, circa la metà di questo spazio è stata lasciata a verde tanto da creare un piccolo giardino interno con piante che arrivano fino ai piani alti della casa.
L'intero edificio, sia all'esterno che all'interno, è stato realizzato sfruttando la capacità espressiva dei materiali industriali: la struttura portante, così come la scala a chiocciola, è realizzata con murature in cemento armato e colonne metalliche; all'esterno la simmetria della facciata vetrata a nord è accentuata da un grosso tubo di acciaio che richiama alla mente una ciminiera industriale e che invece è la canna fumaria del camino nel soggiorno del piano interrato.

### Interno
All'interno il controsoffitto in griglie metalliche bianche nasconde tutti gli impianti montati contro il solaio; i fori sui parapetti rendono possibile il passaggio d'aria per la climatizzazione; i pavimenti sono dovunque in feltro grigio, e in gomma bullonata nera nella cucina. Se all'esterno l'edificio ha un uniforme colore grigio, all'interno, al bianco-grigio del piano terra (bianco per i muri e il grigliato del controsoffitto e grigio per il pavimento), si contrappongono i colori sgargianti delle camere da letto, ognuna trattata con un colore-base diverso, che trova sempre rispondenza nei colori degli arredi.

#### Gli arredi
Gli arredi sono costituiti da "oggetti molto connotati, con una forte immagine evocativa" tutti di design, tra i quali figurano le poltrone AEO di Paolo Doganello per Cassina, la lampada Sanremo di Archizoom per Poltronova, il "Capitello" dello Studio 65 realizzato per Gufram nel soggiorno a piano terra, oppure ancora il divano Bonte di Cini Boeri per Arflex, le lampade Giovi di Achille Castiglioni per Flos, " Sassi" di Gilardi per Gufram nel soggiorno al piano interrato, i letti e la poltroncina di Cini Boeri per Arflex.

## Fortuna critica
In un articolo comparso sulla rivista Domus, Giuseppe Chigiotti sottolinea la caratteristica essenziale e particolare dell'opera, individuandola nella sua netta diversificazione tra aspetto esterno e spazio interno. Entro 

Mentre passando all'interno,